# Macrobrachium
Macrobrachium là một chi gồm các loài tôm nước ngọt trong họ Palaemonidae

## Các loài
Chi này gồm các loài sau:
- Macrobrachium acanthochirus F. Villalobos, 1967
- Macrobrachium acanthurus (Wiegmann, 1836)
- Macrobrachium acherontium Holthuis, 1977
- Macrobrachium adscitum Riek, 1951
- Macrobrachium aemulum (Nobili, 1906)
- Macrobrachium agwi Klotz, 2008
- Macrobrachium ahkowi Chong & Khoo, 1987
- Macrobrachium altifrons (Henderson, 1893)
- Macrobrachium amazonicum (Heller, 1862)
- Macrobrachium americanum Spence Bate, 1868
- Macrobrachium amplimanus Cai & Dai, 1999
- Macrobrachium andamanicum (Tiwari, 1952)
- Macrobrachium aracamuni Rodríguez, 1982
- Macrobrachium asperulum (von Martens, 1868)
- Macrobrachium assamense (Tiwari, 1958)
- Macrobrachium atabapense S. Pereira, 1986
- Macrobrachium atactum Riek, 1951
- Macrobrachium auratum Short, 2004
- Macrobrachium australe (Guérin-Méneville, 1838)
- Macrobrachium australiense Holthuis, 1950
- Macrobrachium banjarae (Tiwari, 1958)
- Macrobrachium bariense (De Man, 1892)
- Macrobrachium birai Lobão, Melo & Fernandes, 1986
- Macrobrachium birmanicum Schenkel, 1902
- Macrobrachium bombajense Almelkar & Sankolli, 2006
- Macrobrachium borellii (Nobili, 1896)
- Macrobrachium brasiliense (Heller, 1862)
- Macrobrachium brevicarpum Tan & Dong, 1996
- Macrobrachium bullatum Fincham, 1987
- Macrobrachium cacharense (Tiwari, 1952)
- Macrobrachium caledonicum (Roux, 1926)
- Macrobrachium callirrhoe (De Man, 1898)
- Macrobrachium canarae (Tiwari, 1958)
- Macrobrachium carcinus (Linnaeus, 1758)
- Macrobrachium catonium H. H. Hobbs III & H. H. Hobbs Jr., 1995
- Macrobrachium cavernicola (Kemp, 1924)
- Macrobrachium chevalieri (Roux, 1935)
- Macrobrachium clymene (De Man, 1902)
- Macrobrachium cocoense Abele & W. Kim, 1984
- Macrobrachium cosolapaense Mejía-Ortíz & López-Mejía, 2011[6]
- Macrobrachium cortezi Rodríguez, 1982
- Macrobrachium cowlesi Holthuis, 1950
- Macrobrachium crebrum Abele & W. Kim, 1989
- Macrobrachium crenulatum Holthuis, 1950
- Macrobrachium dalatense Nguyên, 2003
- Macrobrachium dayanum (Henderson, 1893)
- Macrobrachium denticulatum Ostrovski, Da Fonseca & Da Silva-Ferreira, 1996
- Macrobrachium depressimanum S. Pereira, 1993
- Macrobrachium dienbienphuense Đăng & B. Y. Nguyên, 1972
- Macrobrachium dierythrum S. Pereira, 1986
- Macrobrachium digitus Abele & W. Kim, 1989
- Macrobrachium digueti (Bouvier, 1895)
- Macrobrachium dolatum Cai, Naiyanetr & Ng, 2004
- Macrobrachium dolichodactylus (Hilgendorf, 1879)
- Macrobrachium duri Wowor & Ng, 2010
- Macrobrachium dux (Lenz, 1910)
- Macrobrachium edentatum Liang & Yan, 1986
- Macrobrachium elatum Jayachandran, 1987
- Macrobrachium elegantum Pan, Hou & S. Li, 2010
- Macrobrachium empulipke Wowor, 2010
- Macrobrachium equidens (Dana, 1852)
- Macrobrachium esculentum (Thallwitz, 1891)
- Macrobrachium faustinum (de Saussure, 1857)
- Macrobrachium felicinum Holthuis, 1949
- Macrobrachium ferreirai Kensley & Walker, 1982
- Macrobrachium feunteuni Keith & Vigneux, 2002
- Macrobrachium foai (Coutière, 1902)
- Macrobrachium forcipatum Ng, 1995
- Macrobrachium formosense Spence Bate, 1868
- Macrobrachium fukienense Liang & Yan, 1980
- Macrobrachium gallus Holthuis, 1952
- Macrobrachium gangeticum Spence Bate, 1868
- Macrobrachium glabrum Holthuis, 1995
- Macrobrachium gracilirostre (Miers, 1875)
- Macrobrachium grandimanus (Randall, 1840)
- Macrobrachium gua Chong, 1989
- Macrobrachium guangxiense Liang & Yan, 1981
- Macrobrachium gurudeve Jayachandran & Raji, 2005
- Macrobrachium hainanense (Parisi, 1919)
- Macrobrachium hancocki Holthuis, 1950
- Macrobrachium handschini (Roux, 1933)
- Macrobrachium hendersodayanum (Tiwari, 1952)
- Macrobrachium hendersoni (De Man, 1906)
- Macrobrachium heterochirus (Wiegmann, 1836)
- Macrobrachium heterorhynchos Guo & He, 2008
- Macrobrachium hildebrandti (Hilgendorf, 1893)
- Macrobrachium hirsutimanus (Tiwari, 1952)
- Macrobrachium hirtimanus (Olivier, 1811)
- Macrobrachium hobbsi Villalobos Hiriart & Natees Rodriguez, 1990
- Macrobrachium holthuisi Genofre & Lobão, 1978
- Macrobrachium horstii (De Man, 1892)
- Macrobrachium idae (Heller, 1862)
- Macrobrachium idella (Hilgendorf, 1898)
- Macrobrachium iheringi (Ortmann, 1897)
- Macrobrachium inca Holthuis, 1950
- Macrobrachium indianum Pillai et al., 2015
- Macrobrachium indicum Jayachandran & Joseph, 1986
- Macrobrachium inflatum Liang & Yan, 1985
- Macrobrachium inpa Kensley & Walker, 1982
- Macrobrachium insulare (Parisi, 1919)
- Macrobrachium jacatepecense Mejía-Ortíz & López-Mejía, 2011[6]
- Macrobrachium jacobsoni Holthuis, 1950
- Macrobrachium japonicum (De Haan, 1849)
- Macrobrachium jaroense (Cowles, 1914)
- Macrobrachium jayasreei Jayachandran & Raji, 2005
- Macrobrachium jelskii (Miers, 1877)
- Macrobrachium jiangxiense Liang & Yan, 1985
- Macrobrachium johnsoni Ravindranath, 1979
- Macrobrachium joppae Holthuis, 1950
- Macrobrachium kelianense Wowor & Short, 2007
- Macrobrachium kempi (Tiwari, 1949)
- Macrobrachium kistnense (Tiwari, 1952)
- Macrobrachium kiukianense (Yu, 1931)
- Macrobrachium koombooloomba Short, 2004
- Macrobrachium koreana De Kwon, 1984
- Macrobrachium kulkarnii Almelkar & Sankolli, 2006
- Macrobrachium kunjuramani Jayachandran & Raji, 2005
- Macrobrachium lamarrei H. Milne-Edwards, 1837
- Macrobrachium lanatum Cai & Ng, 2002
- Macrobrachium lanceifrons (Dana, 1852)
- Macrobrachium lanchesteri (De Man, 1911)
- Macrobrachium lantau (Chow, Chan & Tsang, 2022)
- Macrobrachium lar (Fabricius, 1798)
- Macrobrachium latidactylus (Thallwitz, 1891)
- Macrobrachium latimanus (von Martens, 1868)
- Macrobrachium lepidactyloides (De Man, 1892)
- Macrobrachium lepidactylus (Hilgendorf, 1879)
- †Macrobrachium leptodactylus (De Man, 1892)
- Macrobrachium leucodactylus Wowor & Choy, 2001
- Macrobrachium lingyunense J. Li, Cai & Clarke, 2006
- Macrobrachium lopopodus Wowor & Choy, 2001
- Macrobrachium lorentzi (Roux, 1921)
- Macrobrachium lucifugum Holthuis, 1974
- Macrobrachium lujae (De Man, 1912)
- Macrobrachium macrobrachion (Herklots, 1851)
- Macrobrachium maculatum Liang & Yan, 1980
- Macrobrachium madhusoodani Unnikrishnan, P. M. Pillai & Jayachandran, 2011
- Macrobrachium malayanum (Roux, 1935)
- Macrobrachium malcolmsonii (H. Milne-Edwards, 1844)
- Macrobrachium mammillodactylus (Thallwitz, 1892)
- Macrobrachium manipurense (Tiwari, 1952)
- Macrobrachium manningi Pereira & Lasso, 2007
- Macrobrachium mazatecum Mejía-Ortíz & López-Mejía, 2011[6]
- Macrobrachium meridionale Liang & Yan, 1983
- Macrobrachium michoacanus Villalobos Hiriart & Nates Rodriguez, 1990
- Macrobrachium microps Holthuis, 1978
- Macrobrachium mieni Đăng, 1975
- Macrobrachium minutum (Roux, 1917)
- Macrobrachium miyakoense Komai & Fujita, 2005
- Macrobrachium moorei (Calman, 1899)
- Macrobrachium naso (Kemp, 1918)
- Macrobrachium nattereri (Heller, 1862)
- Macrobrachium natulorum Holthuis, 1984
- Macrobrachium neglectum (De Man, 1905)
- Macrobrachium nepalense Kamita, 1974
- Macrobrachium niloticum (Roux, 1833)
- Macrobrachium niphanae Shokita & Takeda, 1989
- Macrobrachium nipponense (De Haan, 1849)
- Macrobrachium nobilii (Henderson & Matthai, 1910)
- Macrobrachium novaehollandiae (De Man, 1908)
- Macrobrachium oaxacae Mejía-Ortíz & López-Mejía, 2011[6]
- Macrobrachium occidentale Holthuis, 1950
- Macrobrachium oenone (De Man, 1902)
- Macrobrachium ohione (Smith, 1874)
- Macrobrachium olfersii (Wiegmann, 1836)
- Macrobrachium oxyphilus Ng, 1992
- Macrobrachium panamense Rathbun, 1912
- Macrobrachium pantanalense dos Santos, Hayd & Anger, 2013[7]
- Macrobrachium patheinense Phone & Suzuki, 2004
- Macrobrachium patsa (Coutière, 1899)
- Macrobrachium pectinatum S. Pereira, 1986
- Macrobrachium peguense (Tiwari, 1952)
- Macrobrachium pentazona He, Gao & Guo, 2009
- Macrobrachium petersii (Hilgendorf, 1879)
- Macrobrachium petiti (Roux, 1934)
- Macrobrachium petronioi Melo, Lobão & Fernandes, 1986
- Macrobrachium phongnhaense (Tu & Cuong, 2015)
- Macrobrachium pilimanus (De Man, 1879)
- Macrobrachium pilosum Cai & Dai, 1999
- Macrobrachium placidulum (De Man, 1892)
- Macrobrachium placidum (De Man, 1892)
- Macrobrachium platycheles Ou & Yeo, 1995
- Macrobrachium platyrostris (Tiwari, 1952)
- Macrobrachium poeti Holthuis, 1984
- Macrobrachium potiuna (Müller, 1880)
- Macrobrachium praecox (Roux, 1928)
- Macrobrachium pumilum S. Pereira, 1986
- Macrobrachium purpureamanus Wowor, 1999
- Macrobrachium quelchi (De Man, 1900)
- Macrobrachium raridens (Hilgendorf, 1893)
- Macrobrachium rathbunae Holthuis, 1950
- Macrobrachium reyesi S. Pereira, 1986
- Macrobrachium rhodochir Ng, 1995
- Macrobrachium rodriguezi S. Pereira, 1986
- Macrobrachium rogersi (Tiwari, 1952)
- Macrobrachium rosenbergii (De Man, 1879)
- Macrobrachium rostratum X. Wang, 1997
- Macrobrachium rude (Heller, 1862)
- Macrobrachium sabanus Ng, 1994
- Macrobrachium saengphani  Saengphan, Panijpan, Senapin, Suksomnit & Phiwsaiya, 2020
- Macrobrachium saigonense Nguyên, 2006
- Macrobrachium sankolli Jalihal & Shenoy in Jalihal, Shenoy & Sankolli, 1988
- Macrobrachium santanderensis Garcia-Perez & Villamizar, 2009
- Macrobrachium sbordonii Mejía-Ortíz, Baldari & López-Mejía, 2008
- Macrobrachium scabriculum (Heller, 1862)
- Macrobrachium scorteccii Maccagno, 1961
- Macrobrachium shaoi Cai & Jeng, 2001
- Macrobrachium shokitai Fujino & Baba, 1973
- Macrobrachium sintangense (De Man, 1898)
- Macrobrachium sirindhorn Naiyanetr, 2001
- Macrobrachium siwalikense (Tiwari, 1952)
- Macrobrachium sollaudii (De Man, 1912)
- Macrobrachium spinipes (Schenkel, 1902)
- Macrobrachium spinosum Cai & Ng, 2001
- Macrobrachium srilankense Costa, 1979
- Macrobrachium striatum N. N. Pillai, 1991
- Macrobrachium sulcatus (Henderson & Matthai, 1910)
- Macrobrachium sulcicarpale Holthuis, 1950
- Macrobrachium sundaicum (Heller, 1862)
- Macrobrachium suongae Nguyên, 2003
- Macrobrachium superbum (Heller, 1862)
- Macrobrachium surinamicum Holthuis, 1948
- Macrobrachium tenellum (Smith, 1871)
- Macrobrachium tenuirostrum X. Wang, 1997
- Macrobrachium thai Cai, Naiyanetr & Ng, 2004
- Macrobrachium therezieni Holthuis, 1965
- Macrobrachium thuylami Nguyên, 2006
- Macrobrachium thysi Powell, 1980
- Macrobrachium tiwarii Jalihal, Shenoy & Sankolli, 1988
- Macrobrachium tolmerum Riek, 1951
- Macrobrachium totonacum Mejía, Alvarez & Hartnoll, 2003
- Macrobrachium transandicum Holthuis, 1950
- Macrobrachium tratense Cai, Naiyanetr & Ng, 2004
- Macrobrachium trichodactylum Liang, Liu & Chen in Li, Liu, Liang & Chen, 2007
- Macrobrachium tuxtlaense Villalobos & Alvarez, 1999
- Macrobrachium unikarnatakae Jalihal, Shenoy & Sankolli, 1988
- Macrobrachium urayang Wowor & Short, 2007
- Macrobrachium veliense Jayachandran & Joseph, 1985
- Macrobrachium venustum (Parisi, 1919)
- Macrobrachium vicconi Román, Ortega & Mejía, 2000
- Macrobrachium vietnamiense Đăng in Đăng & B. Y. Nguyên, 1972
- Macrobrachium villalobosi H. H. Hobbs Jr., 1973
- Macrobrachium villosimanus (Tiwari, 1949)
- Macrobrachium vollenhoveni (Herklots, 1857)
- Macrobrachium walvanense Almelkar, Jalihal & Sankolli, 1999
- Macrobrachium wannanense Dai & Tan, 1993
- Macrobrachium weberi (De Man, 1892)
- Macrobrachium yui Holthuis, 1950
- Macrobrachium zariquieyi Holthuis, 1949